# Gouvernement Hertzog
Le gouvernement Hertzog désigne les membres des gouvernements sud-africains dirigés par le Premier ministre James Barry Munnik Hertzog entre 1924 et 1939.

## Gouvernement Hertzog (1924-1929)
Régime parlementaire dans le cadre de la Monarchie britannique
Gouvernement Smuts (1919-1924) Gouvernement Hertzog II
L'élection générale de 1924 déboucha sur la première alternance politique depuis la formation de l'Union sud-africaine en 1910. Le gouvernement que forma James Barry Munnick Hertzog entre 1924 et 1929 était une coalition entre le parti national (NP) et le parti travailliste (LP). 
| Ministère                          | Nom                                                 | Parti | Période                       |
| ---------------------------------- | --------------------------------------------------- | ----- | ----------------------------- |
| Premier ministre                   | James Barry Munnik Hertzog                          | NP    | 1924-1929                     |
| Affaires indigènes                 | James Barry Munnik Hertzog                          | NP    | 1924-1929                     |
| Affaires étrangères                | James Barry Munnik Hertzog                          | NP    | 1927-1929                     |
| Finances                           | Nicolaas Havenga                                    | NP    | 1924-1929                     |
| Justice                            | Tielman Roos                                        | NP    | 1924-1929                     |
| Défense                            | Frederic Creswell                                   | LP    | 1924-1929                     |
| Intérieur Éducation Santé publique | Daniel François Malan                               | NP    | 1924-1929                     |
| Rails et ports                     | Charles Wynand Malan                                | NP    | 1924-1929                     |
| Terres                             | Pieter Gert Wessel Grobler                          | NP    | 1924-1929                     |
| Irrigation                         | Ernest George Jansen                                | NP    | 1928-1929                     |
| Agriculture                        | Jan Kemp                                            | NP    | 1924-1929                     |
| Mines et industrie                 | Frederick William Beyers                            | NP    | 1924-1929                     |
| Emploi et affaires sociales        | Frederic Creswell Thomas Boydell                    | LP    | 1924-1925 1925-1929           |
| Postes et Travaux publics          | Thomas Boydell Walter Madeley Henry William Sampson | LP    | 1924-1925 1925-1928 1928-1929 |

## Gouvernement Hertzog (1929-1933)
Régime parlementaire dans le cadre de la Monarchie britannique
Gouvernement Hertzog I Gouvernement Hertzog III
Les  élections générales de 1929 sont remportées par le Parti National (41 % des voix) grâce à sa majorité absolue en sièges (78) face au Parti Sud-Africain (47 % des suffrages), minoritaire en siège (61 élus). Bien que pouvant gouverner seul, Hertzog reconduit l'alliance électorale avec la gauche travailliste (8 élus) de Frederic Creswell.
| Ministère                          | Nom                            | Parti | Période   |
| ---------------------------------- | ------------------------------ | ----- | --------- |
| Premier ministre                   | James Barry Munnik Hertzog     | NP    | 1929-1933 |
| Affaires étrangères                | James Barry Munnik Hertzog     | NP    | 1929-1933 |
| Affaires indigènes Irrigation      | Ernest George Jansen           | NP    | 1929-1933 |
| Finances                           | Nicolaas Havenga               | NP    | 1929-1933 |
| Justice                            | Oswald Pirow                   | NP    | 1929-1933 |
| Défense Emploi Affaires sociales   | Frederic Creswell              | LP    | 1929-1933 |
| Intérieur Éducation Santé publique | Daniel François Malan          | NP    | 1929-1933 |
| Rails et ports                     | Charles Wynand Malan           | NP    | 1929-1933 |
| Terres                             | Pieter Gert Wessel Grobler     | NP    | 1929-1933 |
| Agriculture                        | Jan Kemp                       | NP    | 1929-1933 |
| Mines et industrie                 | Adriaan Paulus Johannes Fourie | NP    | 1929-1933 |
| Travaux publics et Postes          | Henry William Sampson          | LP    | 1929-1933 |

## Gouvernement Hertzog (1933-1938)
Régime parlementaire dans le cadre de la Monarchie britannique
Gouvernement Hertzog II Gouvernement Hertzog IV
Sur fond de crise économique et sociale, les élections de mai 1933 débouchent sur la victoire écrasante de l'alliance formée entre le Parti National (NP) et le Parti sud-africain (SAP) (136 sièges de députés sur un total de 150). Un gouvernement d'union nationale est constitué sous la direction de James Barry Hertzog. En 1934, le Parti National et le Parti Sud-Africain fusionnent pour former le Parti uni. Une minorité issue du Parti National refuse cependant la fusion et maintient le NP en activité qui devient alors le principal parti d'opposition. 
| Ministère                   | Nom                                             | Parti     | Période             |
| --------------------------- | ----------------------------------------------- | --------- | ------------------- |
| Premier ministre            | James Barry Munnik Hertzog                      | NP/UP     | 1933-1938           |
| Affaires étrangères         | James Barry Munnik Hertzog                      | NP/UP     | 1933-1938           |
| Affaires indigènes          | Pieter Gert Wessel Grobler                      | NP/UP     | 1933-1938           |
| Finances                    | Nicolaas Havenga                                | NP/UP     | 1933-1938           |
| Justice                     | Jan Smuts                                       | SAP/UP    | 1933-1938           |
| Défense                     | Oswald Pirow                                    | NP/UP     | 1933-1938           |
| Intérieur                   | Jan Hendrik Hofmeyr Richard Stuttaford          | SAP/UP    | 1933-1936 1936-1938 |
| Rails et ports              | Oswald Pirow                                    | NP/UP     | 1933-1938           |
| Terres et Irrigation Terres | Deneys Reitz Jan Kemp                           | NP/UP     | 1933-1935 1935-1938 |
| Agriculture et forêts       | Jan Kemp Deneys Reitz                           | NP/UP     | 1933-1935 1935-1938 |
| Éducation                   | Jan Hendrik Hofmeyer                            | SAP/UP    | 1933-1938           |
| Commerce et industrie       | Adriaan Paulus Johannes Fourie                  | NP/UP     | 1933-1938           |
| Mines                       | Patrick Duncan Jan Hofmeyer                     | SAP/UP    | 1933-1936 1936-1938 |
| Emploi et affaires sociales | Adriaan Paulus Johannes Fourie Jan Hofmeyer     | NP/UP UP  | 1933-1936 1936-1938 |
| Santé publique              | Jan Frederik Henrik Hofmeyer Richard Stuttaford | SAP/UP UP | 1933-1936 1936-1938 |
| Travaux publics et Postes   | Charles Francis Clarkson                        |           | 1933-1938           |
| Sans portefeuille           | Richard Stuttaford Claud Sturrock               | SAP/UP UP | 1933-1936 1936-1938 |

## Gouvernement Hertzog (1938-1939)
Régime parlementaire dans le cadre de la Monarchie britannique
Gouvernement Hertzog III Gouvernement Smuts (1939-1948)
Les élections de mai 1938 sont remportées par le Parti Uni (114 sièges) face au Parti National Purifié (27 sièges) de Daniel François Malan.
| Ministère                             | Nom                                        | Parti | Période                                            |
| ------------------------------------- | ------------------------------------------ | ----- | -------------------------------------------------- |
| Premier ministre Affaires étrangères  | James Barry Munnik Hertzog                 | UP    | 1938-1939                                          |
| Affaires indigènes                    | Henry Allan Fagan                          | UP    | 1938-1939                                          |
| Éducation et affaires sociales        | Jan Hendrik Hofmeyr Henry Allan Fagan      | UP    | mai-septembre 1938 1938-1939                       |
| Finances                              | Nicolaas Havenga                           | UP    | 1938-1939                                          |
| Justice                               | Jan Smuts                                  | UP    | 1938-1939                                          |
| Défense Commerce et industrie         | Oswald Pirow                               | UP    | 1938-1939                                          |
| Intérieur Santé publique              | Richard Stuttaford                         | UP    | 1938-1939                                          |
| Rails et ports                        | Adriaan Paulus Johannes Fourie             | UP    | 1938-1939                                          |
| Terres                                | Jan Kemp                                   | UP    | 1938-1939                                          |
| Agriculture et forêts                 | William Richard Collins                    | UP    | 1938-1939                                          |
| Mines                                 | Jan Hendrik Hofmeyr Jan Smuts Deneys Reitz | UP    | mai-septembre 1938 octobre-novembre 1938 1938-1939 |
| Emploi                                | Jan Hendrik Hofmeyr Harry Gordon Lawrence  | UP    | mai-septembre 1938 1938-1939                       |
| Travaux publics Postes et télégraphes | Charles Francis Clarkson                   | UP    | 1938-1939                                          |
| Sans portefeuille                     | Claud Sturrock Robert Hugh Henderson       | UP    | mai-septembre 1938 1938-1939                       |

En septembre 1939, le Parti Uni se scinde entre les partisans du premier ministre James Barry Hertzog et ceux du ministre de la justice Jan Smuts. La scission résulte des divergences entre les partisans de la neutralité dans la Seconde Guerre mondiale (dont le chef de file est Hertzog) et ceux qui veulent que l'Afrique du Sud suivent la Grande-Bretagne et déclarent la guerre à l'Allemagne Nazie (dont le chef de file est Smuts). Finalement, Hertzog, mis en minorité au sein du Parti Uni et au parlement, doit laisser sa place de premier ministre à Jan Smuts. Hertzog et plusieurs parlementaires, dont Nicolaas Havenga et Oswald Pirow, quittèrent alors le Parti Uni pour rejoindre les partisans de Daniel François Malan dans un éphémère "Parti National Reconstitué". Par la suite, Nicolaas Havenga et une faction minoritaire, hostile à l'autoritarisme et à l'idéologie nationaliste de Malan, fondèrent le Parti afrikaner.